# Sistema di despinning a yo-yo
Un sistema di despinning a yo-yo è un apparato utilizzato per ridurre la rotazione attorno all'asse che ha momento d'inerzia massimo nei satelliti, di solito subito dopo la messa in orbita di questi ultimi.

## Tecnica
Il sistema è di fatto costituito da due cavi aventi un peso a una delle estremità e avvolti di solito attorno all'ultimo stadio del lanciatore o, più raramente, al satellite stesso, in modo tale da ricordare una specie di doppio yo-yo. Una volta che i pesi sono rilasciati dal fianco del veicolo, la rotazione di questo li scaglia lontano dall'asse di spin (così è detto l'asse di rotazione che passa per il centro di massa di un corpo). Questo trasferisce ai pesi abbastanza momento angolare da ridurre la rotazione del satellite al valore voluto. Dopodiché, i cavi e i pesi sono solitamente rilasciati nello spazio.
Il despinning è necessario poiché in alcuni casi gli stadi finali dei lanciatori sono stabilizzati utilizzando la tecnica di stabilizzazione di spin, una tecnica di stabilizzazione passiva nella quale l'intero veicolo ruota su se stesso in modo che il suo vettore di momento angolare rimanga pressoché fissato nello spazio inerziale. Il movimento di rotazione è stabile se il
satellite gira attorno all'asse che ha momento d'inerzia massimo e spesso la rotazione deve essere piuttosto veloce per mantenere il veicolo stabile durante la fase di accensione dei motori (la velocità di rotazione è di solito attorno a 50 rpm ma in alcuni casi, come ad esempio nel caso delle sonde del programma Pioneer, può arrivare ad oltre 600 rpm). Dato che, una volta spenti i motori dell'ultimo stadio e sganciato il satellite, il sistema di controllo d'assetto di quest'ultimo non riuscirebbe a gestire una simile velocità di rotazione, prima del rilascio vero e proprio si fa scattare il meccanismo di despinning a yo-yo. Una volta raggiunta una velocità di rotazione tale da poter essere gestita dal satellite, di solito da 2 a 5 rpm, il sistema di despinning viene espulso e l'ultimo stadio del lanciatore sganciato dal satellite (come detto in precedenza, a volte il sistema di despinning è posto sul satellite stesso, in quel caso prima viene sganciato l'ultimo stadio del lanciatore e poi azionato il meccanismo di rallentamento della rotazione). I sistemi di despinning a yo-yo sono usati nei voli suborbitali dei razzi-sonda della NASA, in questi casi infatti i veicoli vengono stabilizzati durante l'ascesa e hanno poco tempo per eliminare il rollio usando il solo sistema di controllo d'assetto del carico.

## Storia e esempio di applicazione
Il sistema di despinning a yo-yo fu originariamente inventato, costruito e testato al Jet Propulsion Laboratory del California Institute of Technology da parte soprattutto di W. Pilkington Jr., W. McDonald e W. H. Wells, che lo brevettarono nell'aprile del 1962.
Il meccanismo a yo-yo è stato utilizzato con successo, ad esempio, nella missione Dawn, lanciata il 27 settembre 2007. Il sistema era in questo caso costituito da due cavi di 12,15 m di lunghezza aventi all'estremità una massa di alluminio e tungsteno del peso di 1,44 kg. Una volta avviato, cinque secondi prima della separazione tra stadio e satellite, il sistema di despinning ha ridotto la velocità di rotazione del veicolo, pesante 1.420 kg, da 46 rpm a 3 rpm nel senso opposto, il tutto in quattro secondi. Per capacitarsi di un simile effetto prodotto da una massa di così poco peso basti pensare che i due pesi erano molto distanti dall'asse di spin e che il loro effetto cresce con il quadrato della lunghezza dei cavi. 
Sebbene sia vero il fatto che il rilascio dei componenti del meccanismo di despinning a yo-yo possa contribuire al problema dei detriti spaziali nelle missioni orbitali, questo non accade quando essi sono utilizzati in missioni in orbita di fuga come la sopraccitata missione Dawn, poiché i cavi e i pesi sono rilasciati anch'essi lungo, appunto, traiettorie di fuga. 

## "Yo-weight"
In alcuni casi il meccanismo di smorzamento di rotazione a yo-yo è realizzato utilizzando un solo cavo e un solo peso e in tali casi esso viene colloquialmente chiamato "yo-weight" o "yo-tumble".
Quando l'ultimo stadio del lanciatore è costituito da un razzo a propellente solido, può capitare che il motore del razzo, specialmente se  a propellente solido, continui debolmente a dare spinta anche dopo il rilascio della sonda. Ciò può essere dovuto a combustibile residuo e al rivestimento isolante del motore, che può degassare anche senza la presenza di una significativa combustione (il cosiddetto fenomeno dell'"outgassing"). In rari casi, questo ha portato anche allo speronamento del satellite da parte dell'ultimo stadio appena sganciato; il meccanismo "yo-weight" viene usato proprio per evitare una simile eventualità. Usando un sistema con una massa dell'ordine di 1 kg collegata con un cavo di circa un metro, senza controparte, alla fine l'ultimo stadio inizia a rovesciarsi e questo movimento di capovolgimento evita che la debole spinta residua sia data tutta in una singola direzione ma piuttosto sia applicata a direzioni casuali rendendo improbabile l'urto con il satellite.
Nel marzo 2009, proprio i componenti di un sistema "yo-weight" ormai dismesso hanno causato un allarme nel loro passaggio rasente alla Stazione spaziale internazionale.